# Radun
Radun je bilo staro hrvatsko naselje na padinama Kozjaka.
Naselje se nalazilo iznad današnje željezničke postaje u Kaštel Starom.
Selo Radun se spominje u vladarskim darovnicama hrvatskih kraljeva Zvonimira (1083.god.) i Stjepana II. (1089.god.). Radun kao selo nastao je od imanja koje su držali hrvatski kneževi i kraljevi dinastije Trpimirovića.
Zbog velike epidemije kuge 1527. godine i turske opasnosti selo je napušteno, preživjeli stanovnici su prešli u novosagrađeno selo Kaštel Stari.
Od sela sačuvan je toponim, crkva sv. Jurja u svom izvornom obliku (10./11. stoljeće) s grobljem i natpis, koji se nalazio iznad ulaza crkve sv. Nikole od Podmorja.
Nakon izgradnje željezničke postaje 1875. godine, na mjestu starog sela Raduna niče novo naselje Radun, sada kao dio Kaštel Staroga.

## Crkva sv.Juraj od Raduna
Crkva sv. Jurja od Raduna jedna je od najbolje očuvanih crkava na teritoriju ranosrednjovjekovne Hrvatske i spada u posebnu inačicu predromaničke sakralne arhitekture. To je jednobrodni tip longitudinalne građevine s kratkom četvrtastom apsidom, čije su vanjske zidne plohe gusto raščlanjene plitkim nišama što ih oblikuju tanke lezene koje se od razine tla dižu do pod krov crkve. Unutrašnjost Sv. Jurja raščlanjena je zidnim pilastrima, koji nisu pandan vanjskim lezenama, djeleći interijer crkve na četiri djela.
Stilske odlike građevine, arhitektonski detalji poput zabata nad južnim vratima te freske, datiraju vrijeme izgradnje u 10. ili 11.stoljeće.

## Crkva sv. Nikole od Podmorja
Crkva sv. Nikole od Podmorja datirana je u 9. st. Sačuvani su samo temelji i natpis na latinskom jeziku, natpis je ugrađen o novu crkvu sv. Nikole u Radunu, Kaštel Stari.
Prijevod glasi:
Ovo je dvor, ovo su vrata nebeska. Ovdje je počinak umornim, zdravlje bolesnicima, ovdje se čiste zločini, krivice i sva bezakonja. Ovu sam kuću (crkvu) sagradio je tepčica Ljubomir na čast nepobijeđenih Svetih: Petra poglavara, Nikole ispovijednika i Jurija mučenika.